# Arne Roner
John Arne Roner, född 2 maj 1917 i Bergs församling, Jämtlands län, död 1 februari 1997 i Österhaninge församling, Stockholms län, var en svensk väg- och vattenbyggnadsingenjör.
Roner, som var son till vägmästare Jonas Svensson och Brita Johansson, avlade studentexamen i Härnösand 1936 och utexaminerades från Kungliga Tekniska högskolan 1941. Han var biträdande ingenjör i Kristianstads stad 1942, blev dito i Enköpings stad samma år, byråingenjör i Landskrona stad 1945, byggnadschef i Köpings stad 1947, var dito i Österhaninge landskommun från 1962 och blev sedermera gatuchef i Haninge kommun.